# あき (音響測定艦)
あき（ローマ字：JS Aki, AOS-5203）は、海上自衛隊の音響測定艦。ひびき型音響測定艦の3番艦。瀬戸内海西部の安芸灘から命名された。この命名基準で設定された艦名としては初。律令国名としての「安芸」としては旧日本海軍に薩摩型戦艦「安芸」が存在する。

## 艦歴
「あき」は、中期防衛力整備計画に基づく平成29年度計画音響測定艦5203号艦として、三井E&S造船玉野艦船工場で2018年10月に起工され、2020年1月15日に命名・進水、艤装工事と海上公試を経た後、2021年3月4日に就役した。音響測定艦としては1992年に就役した「はりま」に続き、実に29年ぶりの就役となる。仮想敵国潜水艦の静粛化や隠密行動能力の向上を受け、音響情報収集能力の向上を図る。
海上自衛隊トップの山村浩海上幕僚長は2021年3月2日の定例記者会見で、2017年に第1音響測定隊に海自艦艇として初めてクルー制（乗員を固定せずに3クルーが交互に乗り組んで2隻を運用）を導入したことに触れ、「（3番艦の）あきが就役することによって、3隻による4クルー制となり、より稼働率を上げて我が国周辺の音響情報を収集できる体制をとろうと考えている」と述べた。

### 歴代艦長
| 代 | 氏名     | 在任期間   | 前職         | 後職                     | 備考 |
| -- | -------- | ---------- | ------------ | ------------------------ | ---- |
| 01 | 間宮政信 | 2021.3.4 - | あき艤装員長 | 第1音響測定隊第4クルー長 |      |